# Moree Plains
Moree Plains är en region i Australien. Den ligger i delstaten New South Wales, i den sydöstra delen av landet, omkring 530 kilometer norr om delstatshuvudstaden Sydney. Antalet invånare är 14 250.
Följande samhällen finns i Moree Plains:
- Moree
- Boggabilla
- Mungindi
- Pallamallawa
- Garah
- Biniguy
- Boomi

Omgivningarna runt Moree Plains är i huvudsak ett öppet busklandskap. Trakten runt Moree Plains är nära nog obefolkad, med mindre än två invånare per kvadratkilometer. Genomsnittlig årsnederbörd är 581 millimeter. Den regnigaste månaden är januari, med i genomsnitt 107 mm nederbörd, och den torraste är oktober, med 11 mm nederbörd.